# Field & Butterworth
Field & Butterworth war ein US-amerikanischer Hersteller von Automobilen.

## Unternehmensgeschichte
Frank B. Field und R. Butterworth betrieben gemeinsam das Unternehmen in Somerville in Massachusetts. Sie stellten 1905 mindestens drei Personenkraftwagen her. Sie wurden als Butterworth, Field und Field & Butterworth bezeichnet.

## Fahrzeuge
Das erste bekannte Fahrzeug war der Butterworth. Er hatte einen Motor mit 4 PS Leistung. Charles H. Butcher aus Cambridge war der Käufer.
Das zweite bekannte Fahrzeug war der Field. Sein Motor leistete 5 PS. Horace P. Berry aus Watertown kaufte es.
Das dritte bekannte Fahrzeug wurde Field & Butterworth genannt. Es hatte einen 8-PS-Motor. Dieses Fahrzeug wurde nicht verkauft, sondern blieb im Besitz von R. Butterworth.